# نامبر ناین (آرکانزاس)
نامبر ناین (به انگلیسی: Number Nine) یک منطقهٔ مسکونی در ایالات متحده آمریکا است که در شهرستان میسیسیپی، آرکانزاس واقع شده‌است. نامبر ناین ۷۸٫۹۴ متر بالاتر از سطح دریا واقع شده‌است.